# Jana Knitlová
Jana Knitlová (* 19. října 1942, Praha, Československo) je autorka a režisérka rozhlasových her a dokumentů, filmová a televizní scenáristka filmů. Mezi známé filmy (námět a scénář) patří „Krakonoš a lyžníci“, „Malinový koktejl“ nebo „Bota jménem Melichar“. Scenáristicky se podílela na řadě filmů a televizních inscenací, např. „Hodiny od Fourniera“ (na motivy povídky Guy de Maupassanta), „Eine kleine Jazzmusik“ (knižní předloha Josef Škvorecký) „Berenika stříhá vlasy“ (přepis povídky F. S. Fitzgeralda), „Vrah jsi ty!“ a sérii příběhů s detektivní zápletkou „Případ pro malíře“, „Případ dvou sester“, „Případ pro lyžaře“ a „Případ dvou básníků“.
Je známa svými autorskými pracemi pro rozhlas. Napsala drama „Rány vítězů“ s Janou Hlaváčovou, Danou Medřickou, Eduardem Cupákem aj., nebo komedií „Tah dnes večer“ s Růženou Merunkovou, Vladimírem Rážem, Hanou Maciuchovou a dalšími předními českými herci.
Samostatnou kapitolu tvoří její tvorba pro děti. Dramaturgicky se podílela na filmech „Ať žijí duchové!“, „Princ a Večernice“, „Poplach v oblacích“, „Od zítřka nečaruji“, „O princezně Jasněnce a létajícím ševci“, „Kam doskáče ranní ptáče“, „Páni Edisoni“ a dalších.

## Životopis
Jana se narodila do rodiny advokáta Poslušného. Absolvovala jedenáctiletou střední školu, kterou ukončila maturitou v roce 1959. Vystudovala na DAMU v Praze režii a dramaturgii. Absolvovala režií F. G. Lorcovy „Krvavé svatby“ a autorského písma „Holčičí improvizace aneb Dambaret“ (spoluautorka Iva Janžurová).
V roce 1960 zpívala a hrála Jana Poslušná v divadle Semafor (Zuzana je sama doma). Zahrála si ve filmu ze sportovního prostředí „Ledoví muži“ v režii Vladimíra Síse. V letech 1960 až 1964 působila v divadle Paravan (1960 - 1963), mezi lety 1963–1964v literární kavárně Luxor. Účinkovala též v pražském zájezdovém divadle Zuzany Kočové Maringotka (1964–65).
V letech 1967 až 1974 byla lektorkou a později dramaturgyní v Divadle Jiřího Wolkra. V letech 1974 až 1989 působila jako dramaturg ve skupině filmů pro děti a mládež Oty Hofmana ve Filmovém studiu Barrandov. Od roku 1987 zde působila také jako scenáristka.
V roce 1989 si zvolila svobodné povolání. V roce 1994 začala pracovat jako jednatelka pražské poradny pro Bílý kruh bezpečí, angažovala se i jako konzultantka na lince domácího násilí a ve spolupráci s tímto občanským sdružením natočila v roce 1998 šestidílný dokument o obětech trestných činů.
V rámci občanského sdružení Audabiac se zapojila do projektu, který rozvíjí tvůrčí fantazii dětí z dětských domovů.

## Autorská činnost

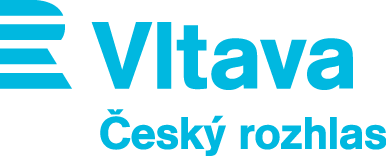
Logo: Český rozhlas, Vltava

Divadelní publicistice se věnovala v 60. letech 20. století (Kulturní tvorba, Mladý svět, Mladá fronta, Literární měsíčník). Její příspěvky vysílal rozhlasový pořad Mikrofórum, pro Československé televizi pracovala jako reportérka. V 90. letech psala do deníků Metropolitan a Práce. Publikovala také v Listech a Světě a divadle, po roce 2000 pracovala pro iROZHLAS. Patří mezi autory pořadu „Ranní úvaha“, který uvádí Český rozhlas Vltava, jeho podtitul zní „Malé zamyšlení a inspirace pro všední den“.

### Divadelní hry
Ve svém prvním dramatu „Sekyra na studánky“ (Městská divadla pražská, premiéra 31. ledna 1978), které se odehrává o silvestrovské noci, se soustředí na vztah mezi partnery a formování osobnosti obecně. Podobné téma zvolila i v komedii „Neviditelný spratek“. „Soukromá derniéra“ je divadelní hra popisující situaci dvou herců, kteří se střetli s totalitní mocí, autorka si zde klade otázky o smyslu života i vztahu k vlasti.

### Autorské rozhlasové hry
V sedmdesátých let se vedení rozhlasu snažilo podpořit tvorbu dramatických pořadů, především původní rozhlasovou tvorbu. Mezi autory, kteří se soustředili na osud konkrétního člověka, na příběh a téma, mnohdy připomínající až komorní zkušenosti a pocity posluchačů, patřila i Jana Knitlová. Mezi lety 1974 až 1980 napsala rozhlasové hry „Kdo miluje dobrou knihu“, „Vinna je Nina“, „Rány vítězů“, „Tak dnes večer“ a další. Společně se svým manželem Oldřichem Knitlem napsala hry „Až překročím práh tohoto domu“ a „Nejzazší citu mez“.
Její rozhlasová dramata jsou charakterizována zaměřením na mladou generaci, přiměřeně působí výchovné tendence autorky, důraz na morální hodnoty. Pro děti napsala Jana Knitlová rozhlasové hry: „Tužka s Mikymauzem“ (o přátelství dvou spolužaček, které naruší konkurs na roli ve filmu), „Hodina mezi psem a andulkou“, „Lyžování s prababičkou“, „Nesnese se se sestrou“, „Rádio Bubu“, „Bota jménem Melichar“ (podle vlastní stejnojmenné prózy). Spolu s manželem, napsali rozhlasové hry „Hvězdná blecha“ a „Neptej se a skákej“.

### Dramatizace v rozhlase
Vedle autorské práce se Jana Knitlová věnovala i dramatizaci rozhlasových her, např. „Zlatý řetěz“ (dramatizace novely Alexandra Grina), „Příběhy Pata Hobbyho“ (soubor povídek F. S. Fitzgeralda), „Podfukářská série“ a „Vánoce na objednávku“ (povídky O’Henryho), „Rozum a cit“ (adaptace románu J. Austenové), „Fitzgeraldovi – takový krásný pár“ (inscenace o životě F. S. Fitzgeralda a jeho ženy; název je inspirován prózou autora „Takový krásný pár“), pro rozhlas upravila i svoji divadelní hru „Soukromá derniéra“.
Zpracovala román pro děti „Bratři Lví srdce“ od Astrid Lindgrenové, „Nevěsta pro čaroděje„ a „Tajemství třináctého nástupiště“, dvě dramatizace pohádek Evy Ibbotsonové.

### Scenáristka
Je autorkou scénářů k filmům „Krakonoš a lyžníci“, „Malinový koktejl“, „Bota jménem Melichar“. Zpracovala krátký film „Díváme se divadlem“. Česká televize uvedla, na základě jejích scénářů, inscenace „Noc k otvírání studánek“, „Dva na schodišti“ a pohádku „O princezně se zlatým lukem“.
Známé jsou její adaptace literárních děl: „Německý uprchlík“ od Bernarda Malamuda v režii Viktora Polesného, „Hodiny od Fourniera“ podle předlohy Guy de Maupassanta v režii Jiřího Chlumského, „Poklad pana H.“ komedie na motivy povídky W. S. Maughama v režii Karla Smyczka. Nelze zapomenout na „Specialitu šéfkuchaře“ v hlavní roli s Jiřím Lábusem, od v Stanleyho Ellina nebo detektivní příběh podle povídky E. A. Poea „Vrah jsi ty!“ v režii Lucie Bělohradské.

### Próza
V roce 1974 se Jana Knitlová představila s dalšími začínajícími autory (Vladimír Klapka, Hana Dlouhá, Sylva Daníčková, Pavel Hajný) souborem povídek a novel „Kdo sní víc večeří“. Novela z roku 1978 „Kdo pojede kávovou řeku“ vypráví příběh o lásce studentky na mezinárodním táboře. Román „Talent na Julii“ o mladé talentované herečce, která se snaží zajistit své nemanželské dcerce domov, se tematicky nevymyká z její tvorby. Hlavní hrdinkou je žena a hledání cesty životem. „Potvrzení o zrušeném létu“ je humorný román o lásce a dietách jedné dámy.
Nakladatelství Motto vydalo v roce 2011detektivku Pátý list čtyřlístku. Knižně vyšly také „Krakonoš a lyžníci“ a „Bota jménem Melichar“. Pro děti vydala verše popisující každodenní život jedné rodiny „Jaké je to u nás doma“ a knihu o cestování v čase „Stoletá holka“, kde se potkává chlapec na konci 20. století s prababičkou. V rámci její literární tvorby lze nalézt příspěvky i ve sbornících.
Rozhlasová komedie parodující divácké a posluchačské soutěže, „Písničky“ dostala cenu Prix Bohemia Radio v roce 1999.